# Yorgunum anla
Yorgunum anla (pol. Boję się) – singiel tureckiej piosenkarkę Pinar Ayhan nagrany przy gościnnym udziale zespołu SOS, napisany przez samą artystkę we współpracy z jej mężem Sühanem i Orkunem Yazganem oraz wydany w 2000 roku.
W 2000 roku utwór reprezentował Turcję w 45. Konkursie Piosenki Eurowizji dzięki wygraniu pod koniec lutego finału krajowych eliminacji eurowizyjnych po zdobyciu największego poparcia telewidzów. 13 maja Ayhan zaprezentowała numer jako dwudziesta druga w kolejności w finale widowiska i zajęła ostatecznie 10. miejsce z 59 punktami na koncie, w tym m.in. z maksymalnymi notami 12 punktów od Holandii i Francji.

## Lista utworów
CD single
1. „Yorgunum anla” – 2:44
2. „I’m Weary” – 2:44